# Джордж Кардона
Джордж Кардона (нар. 3 червня 1936, Нью-Йорк, США) ― американський лінгвіст, індолог, санскритист, учень Паніні. Описаний як «світило» в індоєвропейській, індоарійській та панінійській лінгвістиці з початку шістдесятих років. Зараз Кардона є почесним професором лінгвістики та південноазіатських досліджень Університету Пенсільванії.

## Молодість і освіта
Джордж Кардона народився в Нью-Йорку 3 червня 1936 року. Отримав ступінь бакалавра в Нью-Йоркському університеті в 1956 році, а ступінь магістра і доктора філософії в Єльському університеті в 1958 і 1960 роках відповідно.

## Кар'єра
Кардона викладав гінді та інші сучасні індійські мови в Університеті Пенсільванії.
Його робота над індійською граматикою набрала обертів після викладу Ṥivasūtras у 1969 році. Після цього він спрямував увагу на дослідження в'якарани та аналіз різних аспектів Aṣṭādhyāyī, які найяскравіше проявилися в його праці «Паніні: Його робота та її традиції» (1988). Кардона продовжує роботу над цією тематикою і планує видати ґрунтовну працю, що складатиметься з восьми томів.

## Дослідження
Кар'єра Кардони почалася в 1950-х і 60-х роках, коли індологічні дослідження, особливо дослідження традиційної граматики санскриту, процвітали в Сполучених Штатах. Дисциплінарні орієнтації як ранньої, так і пізньої західної індології залишаються помітними протягом усієї кар'єри Кардони, наприклад, коли в методологічній суперечці Дж. Ф. Сталь характеризує Кардону як історично вмотивованого філолога, але ідентифікує його як лінгвіста у традиціях Вітні (щодо методологічного підходу Вітні).

## Спадщина
Спадщина Кардони найбільше відчувається в дисципліні індійської лінгвістики, де він продемонстрував підхід, який прагне описати та оцінити техніки індійських граматиків. До певної міри Кардону можна охарактеризувати як «історичного» та «філологічного» у його методології.